# Lijst van Stolpersteine in Goeree-Overflakkee

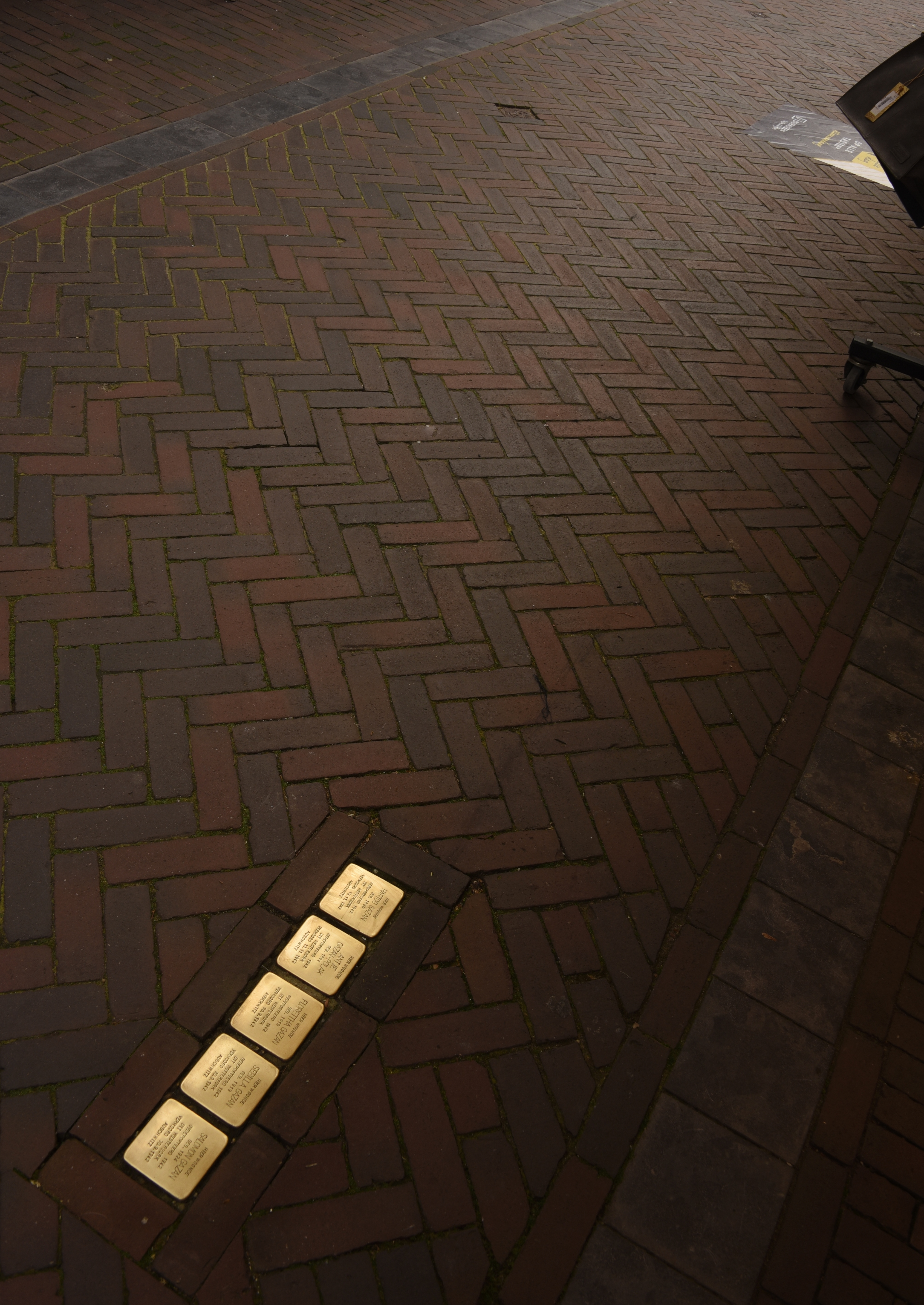
Stolpersteine voor de familie Gazan in Middelharnis

De lijst van Stolpersteine in Goeree-Overflakkee geeft een overzicht van de Stolpersteine in Goeree-Overflakkee in de Nederlandse provincie Zuid-Holland die zijn geplaatst in het kader van het Stolpersteine-project van de Duitse beeldhouwer-kunstenaar Gunter Demnig.

## Stolpersteine
In Goeree-Overflakkee liggen 57 Stolpersteine op twintig adressen. Omdat het Stolpersteine-project doorloopt, kan deze lijst onvolledig zijn.

### Dirksland
In Dirksland zijn zeven Stolpersteine op drie adressen.
| Afbeelding | Inscriptie                                                                                                  | Adres                                | Herdachte persoon                   |
| ---------- | --- | ------------------------------------ | ----------------------------------- |
|            | HIER WOONDE MAURITS COHEN GEB. 1878 GEDEPORTEERD 1942 UIT WESTERBORK VERMOORD 13.11.1942 AUSCHWITZ          | Dirksland, Boezemweg 14 Kaart (OSM)  | Maurits Cohen (1878-1942)           |
|            | HIER WOONDE ROSALIE COHEN-DE VRIES GEB. 1882 GEDEPORTEERD 1942 UIT WESTERBORK VERMOORD 13.11.1942 AUSCHWITZ | Dirksland, Boezemweg 14 Kaart (OSM)  | Rosalie Cohen-de Vries (1882-1942)  |
|            | HIER WOONDE PHILIP GAZAN GEB. 1894 GEDEPORTEERD 1942 UIT WESTERBORK VERMOORD 30.9.1942 AUSCHWITZ            | Dirksland, Straatdijk 8 Kaart (OSM)  | Philip Gazan (1894-1942)            |
|            | HIER WOONDE SEBILLA GAZAN GEB. 1924 GEDEPORTEERD 1942 UIT WESTERBORK VERMOORD 13.11.1942 AUSCHWITZ          | Dirksland, Straatdijk 8 Kaart (OSM)  | Sebilla Gazan (1924-1942)           |
|            | HIER WOONDE BERNARD HAAGENS GEB. 1887 GEDEPORTEERD 1943 UIT WESTERBORK VERMOORD 4.6.1943 SOBIBOR            | Dirksland, Achterdorp 17 Kaart (OSM) | Bernard Haagens (1887-1943)         |
|            | HIER WOONDE SERA HAAGENS GEB. 1918 GEDEPORTEERD 1943 UIT WESTERBORK VERMOORD 28.5.1943 SOBIBOR              | Dirksland, Achterdorp 17 Kaart (OSM) | Sera Haagens (1918-1943)            |
|            | HIER WOONDE WILHELMINA HAAGENS-ROOD GEB. 1888 GEDEPORTEERD 1943 UIT WESTERBORK VERMOORD 4.6.1943 SOBIBOR    | Dirksland, Achterdorp 17 Kaart (OSM) | Wilhelmina Haagens-Rood (1888-1943) |

### Middelharnis
In Middelharnis zijn 34 Stolpersteine op dertien adressen.
In januari 2018 is een van de drie Stolpersteine van het gezin Polak gestolen. Deze is later vervangen.
| Afbeelding | Inscriptie | Adres                                              | Herdachte persoon                              |
| ---------- | --- | -------------------------------------------------- | ---------------------------------------------- |
|            | HIER WOONDE FLORETTHA GAZAN GEB. 1919 GEDEPORTEERD 1942 UIT WESTERBORK VERMOORD 30.9.1942 AUSCHWITZ                   | Middelharnis, Westdijk 26 Kaart (OSM)              | Florettha Gazan (1919-1942)                    |
|            | HIER WOONDE HARTOG GAZAN GEB. 1890 GEDEPORTEERD 1942 UIT WESTERBORK VERMOORD 13.11.1942 AUSCHWITZ                     | Middelharnis, Westdijk 26 Kaart (OSM)              | Hartog Gazan (1890-1942)                       |
|            | HIER WOONDE SALOMON GAZAN GEB. 1924 GEDEPORTEERD 1942 UIT WESTERBORK VERMOORD 30.9.1942 AUSCHWITZ                     | Middelharnis, Westdijk 26 Kaart (OSM)              | Salomon Gazan (1924-1942)                      |
|            | HIER WOONDE SEBILLA GAZAN GEB. 1919 GEDEPORTEERD 1942 UIT WESTERBORK VERMOORD 30.9.1942 AUSCHWITZ                     | Middelharnis, Westdijk 26 Kaart (OSM)              | Sebilla Gazan (1919-1942)                      |
|            | HIER WOONDE ANTJE GAZAN-POLAK GEB. 1884 GEDEPORTEERD 1942 UIT WESTERBORK VERMOORD 13.11.1942 AUSCHWITZ                | Middelharnis, Westdijk 26 Kaart (OSM)              | Antje Gazan-Polak (1884-1942)                  |
|            | HIER WOONDE DAVID HAAGENS GEB. 1892 GEARRESTEERD 1942 UIT WESTERBORK VERMOORD 31.3.1944 SILEZIË                       | Middelharnis, Emmalaan 9 Kaart (OSM)               | David Haagens (1892-1944)                      |
|            | HIER WOONDE HENRI HAAGENS GEB. 1900 GEDEPORTEERD 1943 UIT WESTERBORK VERMOORD 23.7.1943 SOBIBOR                       | Middelharnis, Emmalaan 11 Kaart (OSM)              | Henri Haagens (1900-1943)                      |
|            | HIER WOONDE LION HAAGENS GEB. 1895 GEDEPORTEERD 1942 UIT WESTERBORK VERMOORD 28.8.1942 AUSCHWITZ                      | Middelharnis, Westdijk 22 Kaart (OSM)              | Lion Haagens (1895-1942)                       |
|            | HIER WOONDE ANNIE HAAGENS-ROOS GEB. 1898 GEDEPORTEERD 1942 UIT WESTERBORK VERMOORD 30.9.1942 AUSCHWITZ                | Middelharnis, Westdijk 22 Kaart (OSM)              | Annie Haagens-Roos (1898-1942)                 |
|            | HIER WOONDE MARGARETHA HAAGENS-ROOS GEB. 1907 GEDEPORTEERD 1943 UIT WESTERBORK VERMOORD 23.7.1943 SOBIBOR             | Middelharnis, Emmalaan 11 Kaart (OSM)              | Margaretha Haagens-Roos (1907-1943)            |
|            | HIER WOONDE MARCUS SALOMON HARTOGS GEB. 1898 GEDEPORTEERD 1943 UIT WESTERBORK VERMOORD 26.3.1943 SOBIBOR              | Middelharnis, Zandpad 70 Kaart (OSM)               | Marcus Salomon Hartogs (1898-1943)             |
|            | HIER WOONDE HELENA ELEONORA HARTOGS- KOOPERBERG GEB. 1896 GEDEPORTEERD 1943 UIT WESTERBORK VERMOORD 26.3.1943 SOBIBOR | Middelharnis, Zandpad 70 Kaart (OSM)               | Helena Eleonora Hartogs-Kooperberg (1896-1943) |
|            | HIER WOONDE ADRIANA HARTOGS- HAAGENS GEB. 1885 GEARRESTEERD 1942 OVERLEDEN 19.12.1943 ARNHEM                          | Middelharnis, Louis Bouwmeesterplein 9 Kaart (OSM) | Adriana Hartogs-Haagens (1885-1943)            |
|            | HIER WOONDE ELIAS MESRITZ GEB. 1920 GEDEPORTEERD 1942 UIT WESTERBORK VERMOORD 30.9.1942 AUSCHWITZ                     | Middelharnis, Dirk Bosstraat 10 Kaart (OSM)        | Elias Mesritz (1920-1942)                      |
|            | HIER WOONDE EVA MESRITZ GEB. 1919 GEDEPORTEERD 1942 UIT WESTERBORK VERMOORD 30.9.1942 AUSCHWITZ                       | Middelharnis, Dirk Bosstraat 10 Kaart (OSM)        | Eva Mesritz (1919-1942)                        |
|            | HIER WOONDE IZAÄK MESRITZ GEB. 1886 GEDEPORTEERD 1942 UIT WESTERBORK VERMOORD 22.10.1942 AUSCHWITZ                    | Middelharnis, Dirk Bosstraat 10 Kaart (OSM)        | Izaäk Mesritz (1886-1942)                      |
|            | HIER WOONDE LEON MESRITZ GEB. 1924 GEDEPORTEERD 1942 UIT WESTERBORK VERMOORD 30.9.1942 AUSCHWITZ                      | Middelharnis, Dirk Bosstraat 10 Kaart (OSM)        | Leon Mesritz (1924-1942)                       |
|            | HIER WOONDE GRIETJE SARA MESRITZ-DE WINTER GEB. 1884 GEDEPORTEERD 1942 UIT WESTERBORK VERMOORD 13.11.1942 AUSCHWITZ   | Middelharnis, Dirk Bosstraat 10 Kaart (OSM)        | Grietje Sara Mesritz-de Winter (1884-1942)     |
|            | HIER WOONDE ABRAHAM MOZES POLAK GEB. 1882 GEDEPORTEERD 1943 UIT APELDOORN VERMOORD 5.3.1943 SOBIBOR                   | Middelharnis, Zandpad 14 Kaart (OSM)               | Abraham Mozes Polak (1882-1943)                |
|            | HIER WOONDE ELIZABETH POLAK GEB. 1888 GEDEPORTEERD 1942 UIT WESTERBORK VERMOORD 13.11.1942 AUSCHWITZ                  | Middelharnis, Zandpad 14 Kaart (OSM)               | Elizabeth Polak (1888-1942)                    |
|            | HIER WOONDE MOZES POLAK GEB. 1892 GEDEPORTEERD 1942 UIT WESTERBORK VERMOORD 30.9.1942 AUSCHWITZ                       | Middelharnis, Zandpad 14 Kaart (OSM)               | Mozes Polak (1892-1942)                        |
|            | HIER WOONDE CORNELIA POLAK GEB. 1896 GEDEPORTEERD 1942 UIT WESTERBORK VERMOORD 30.9.1942 AUSCHWITZ                    | Middelharnis, Westdijk 62 Kaart (OSM)              | Cornelia Polak (1896-1942)                     |
|            | HIER WOONDE DEBORA POLAK GEB. 1892 GEDEPORTEERD 1942 UIT WESTERBORK VERMOORD 13.11.1942 AUSCHWITZ                     | Middelharnis, Westdijk 62 Kaart (OSM)              | Debora Polak (1892-1942)                       |
|            | HIER WOONDE HENRIETTA POLAK GEB. 1852 GEDEPORTEERD 1943 UIT WESTERBORK VERMOORD 13.3.1943 SOBIBOR                     | Middelharnis, Eendrachtstraat 32 Kaart (OSM)       | Henrietta Jetje Polak (1852-1943)              |
|            | HIER WOONDE LEVIJ POLAK GEB. 1894 GEDEPORTEERD 1942 UIT WESTERBORK VERMOORD 28.2.1943 AUSCHWITZ                       | Middelharnis, Zandpad 170 Kaart (OSM)              | Levij Polak (1894-1943)                        |
|            | HIER WOONDE SARA POLAK-COHEN GEB. 1864 GEDEPORTEERD 1943 UIT WESTERBORK VERMOORD 13.3.1943 SOBIBOR                    | Middelharnis, Westdijk 62 Kaart (OSM)              | Sara Polak-Cohen (1864-1943)                   |
|            | HIER WOONDE MARGARETHA POLAK-GAZAN GEB. 1893 GEDEPORTEERD 1942 UIT WESTERBORK VERMOORD 13.11.1942 AUSCHWITZ           | Middelharnis, Zandpad 170 Kaart (OSM)              | Margaretha Polak-Gazan (1893-1942)             |
|            | HIER WOONDE BETJE ROOD GEB. 1893 GEDEPORTEERD 1942 UIT WESTERBORK VERMOORD 13.11.1942 AUSCHWITZ                       | Middelharnis, Zandpad 58 Kaart (OSM)               | Betje Rood (1893-1942)                         |
|            | HIER WOONDE LOUIS ROOD GEB. 1883 GEDEPORTEERD 1942 UIT WESTERBORK VERMOORD 13.11.1942 AUSCHWITZ                       | Middelharnis, Zandpad 58 Kaart (OSM)               | Louis Rood (1883-1942)                         |
|            | HIER WOONDE DAVID SLAGER GEB. 1871 GEDEPORTEERD 1943 UIT WESTERBORK VERMOORD 2.7.1943 SOBIBOR                         | Middelharnis, Zandpad 44 Kaart (OSM)               | David Slager (1871-1943)                       |
|            | HIER WOONDE LEENTJE SLAGER GEB. 1913 GEDEPORTEERD 1943 UIT WESTERBORK VERMOORD 4.6.1943 SOBIBOR                       | Middelharnis, Zandpad 44 Kaart (OSM)               | Leentje Slager (1913-1943)                     |
|            | HIER WOONDE PHILIP SLAGER GEB. 1912 GEDEPORTEERD 1943 UIT WESTERBORK VERMOORD 30.4.1943 AUSCHWITZ                     | Middelharnis, Zandpad 44 Kaart (OSM)               | Philip Slager (1912-1943)                      |
|            | HIER WOONDE EVA HENDRINA SLAGER-SCHOONING GEB. 1879 GEDEPORTEERD 1943 UIT WESTERBORK VERMOORD 2.7.1943 SOBIBOR        | Middelharnis, Zandpad 44 Kaart (OSM)               | Eva Hendrina Slager-Schooning (1879-1943)      |
|            | HIER WOONDE HENDRINA SCHOONING GEB. 1880 GEDEPORTEERD 1943 UIT WESTERBORK VERMOORD 1.2.1943 AUSCHWITZ                 | Middelharnis, Zandpad 44 Kaart (OSM)               | Hendrina Schooning (1880-1943)                 |

### Ouddorp
Tot dusver is er slechts één steen in Ouddorp geplaatst.
| Afbeelding | Inscriptie                                                                                             | Adres                                      | Herdachte persoon             |
| ---------- | --- | ------------------------------------------ | ----------------------------- |
|            | HIER WOONDE ANNA HAAS-FRANKEN GEB. 1873 GEDEPORTEERD 1942 UIT WESTERBORK VERMOORD 26.10.1942 AUSCHWITZ | Ouddorp, Oud Nieuwlandseweg 20 Kaart (OSM) | Anna Haas-Franken (1873-1942) |

### Oude-Tonge
In Oude-Tonge zijn zes Stolpersteine op drie adressen.
| Afbeelding | Inscriptie                                                                                                   | Adres                                       | Herdachte persoon                  |
| ---------- | --- | ------------------------------------------- | ---------------------------------- |
|            | HIER WOONDE LOUIS DAVID COHEN GEB. 1920 GEARRESTEERD 10.10.1942 VERMOORD 27.1.1943 VUGHT                     | Oude-Tonge, Kerkstraat 3 Kaart (OSM)        | Louis David Cohen (1920-1943)      |
|            | HIER WOONDE MEIJER MARCUS COHEN GEB. 1886 GEDEPORTEERD 1942 UIT AMERSFOORT VERMOORD 25.6.1942 MAUTHAUSEN     | Oude-Tonge, Kerkstraat 3 Kaart (OSM)        | Meijer Marcus Cohen (1886-1942)    |
|            | HIER WOONDE SOPHIA COHEN- ROSENBERG GEB. 1885 GEDEPORTEERD 1942 UIT WESTERBORK VERMOORD 29.10.1942 AUSCHWITZ | Oude-Tonge, Kerkstraat 3 Kaart (OSM)        | Sophia Cohen-Rosenberg (1885-1942) |
|            | HIER WOONDE CATO COHENSIUS GEB. 1869 GEDEPORTEERD 1943 UIT WESTERBORK VERMOORD 19.2.1943 AUSCHWITZ           | Oude-Tonge, Molendijk t/o 15/17 Kaart (OSM) | Cato Cohensius (1869-1943)         |
|            | HIER WOONDE LEVIE ISRAËL DE WINTER GEB. 1899 GEDEPORTEERD 1942 UIT WESTERBORK VERMOORD 19.9.1942 AUSCHWITZ   | Oude-Tonge, Molendijk t/o 55 Kaart (OSM)    | Levie Israël de Winter (1899-1942) |
|            | HIER WOONDE SARA DE WINTER GEB. 1885 GEDEPORTEERD 1943 UIT WESTERBORK VERMOORD 12.2.1943 AUSCHWITZ           | Oude-Tonge, Molendijk t/o 55 Kaart (OSM)    | Sara de Winter (1885-1943)         |

### Sommelsdijk

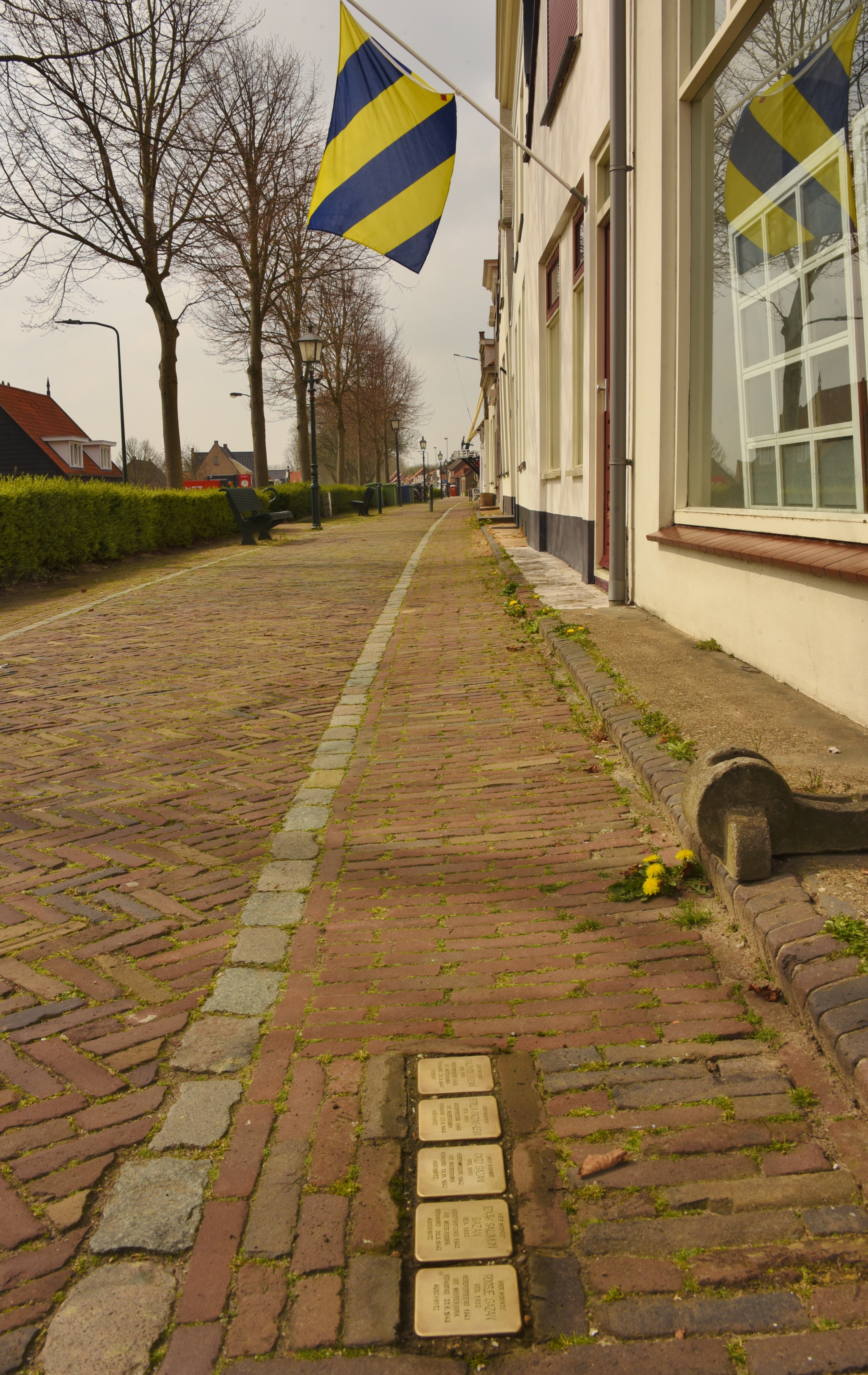
Stolpersteine in Sommelsdijk

In Sommelsdijk zijn negen Stolpersteine op twee adressen.
| Afbeelding | Inscriptie | Adres                                 | Herdachte persoon                            |
| ---------- | --- | ------------------------------------- | -------------------------------------------- |
|            | HIER WOONDE CATO GAZAN GEB. 1889 GEDEPORTEERD 1942 UIT WESTERBORK VERMOORD 13.11.1942 AUSCHWITZ                       | Sommelsdijk, Westdijk 53 Kaart (OSM)  | Cato Gazan (1889-1942)                       |
|            | HIER WOONDE IZAÄK SALOMON GAZAN GEB. 1892 GEDEPORTEERD 1942 UIT WESTERBORK VERMOORD 30.9.1942 AUSCHWITZ               | Sommelsdijk, Westdijk 53 Kaart (OSM)  | Izaäk Salomon Gazan (1892-1942)              |
|            | HIER WOONDE ROOSJE GAZAN GEB. 1902 GEDEPORTEERD 1943 UIT WESTERBORK VERMOORD 27.8.1943 AUSCHWITZ                      | Sommelsdijk, Westdijk 53 Kaart (OSM)a | Roosje Gazan (1902-1943)                     |
|            | HIER WOONDE SALOMON GAZAN GEB. 1851 GEDEPORTEERD 1943 UIT WESTERBORK VERMOORD 20.3.1943 SOBIBOR                       | Sommelsdijk, Westdijk 53 Kaart (OSM)  | Salomon Gazan (1851-1943)                    |
|            | HIER WOONDE SEBILLA GAZAN-LEVI GEB. 1861 GEDEPORTEERD 1943 UIT WESTERBORK VERMOORD 27.8.1943 AUSCHWITZ                | Sommelsdijk, Westdijk 53 Kaart (OSM)  | Sebilla Gazan-Levi (1861-1943)               |
|            | HIER WOONDE HESTER CATO HAMMELBURG GEB. 1938 GEDEPORTEERD 1942 UIT WESTERBORK VERMOORD 19.8.1942 AUSCHWITZ            | Sommelsdijk, Marktveld 18 Kaart (OSM) | Hester Cato Hammelburg (1938-1942)           |
|            | HIER WOONDE JACOB LOUIS HAMMELBURG GEB. 1902 GEDEPORTEERD 1942 UIT WESTERBORK VERMOORD 26.9.1942 AUSCHWITZ            | Sommelsdijk, Marktveld 18 Kaart (OSM) | Jacob Louis Hammelburg (1902-1942)           |
|            | HIER WOONDE SIMON IZAÄK HAMMELBURG GEB. 1905 GEDEPORTEERD 1944 UIT WESTERBORK VERMOORD 31.8.1944 MIDDEN-EUROPA        | Sommelsdijk, Marktveld 18 Kaart (OSM) | Simon Izaäk Hammelburg (1905-1944)           |
|            | HIER WOONDE ELISABETH HAMMELBURG- ZWARENSTEIN GEB. 1910 GEDEPORTEERD 1942 UIT WESTERBORK VERMOORD 19.8.1942 AUSCHWITZ | Sommelsdijk, Marktveld 18 Kaart (OSM) | Elisabeth Hammelburg-Zwarenstein (1910-1942) |

## Data van plaatsingen
- 12 april 2014: Dirksland (Achterdorp 5, Straatdijk 8), Middelharnis (Emmalaan 9 en 11, Westdijk 22), Ouddorp, Sommelsdijk (Marktveld 18)
- 16 februari 2015: Middelharnis (Louis Bouwmeesterplein 9, Zandpad 40 en 70), Oude-Tonge, Sommelsdijk (Westdijk 55)
- 2 december 2016: Dirksland (Boezemweg 14), Middelharnis (Dirk Bosstraat 10, Eendrachtstraat 32, Westdijk 26, Zandpad 14)